# Helen Hobbs
Helen Hobbs (ur. 5 maja 1952 w Bostonie) – amerykańska naukowiec i genetyk, członek Amerykańskiej Akademii Sztuk i Nauk.
Badaczka w Instytucie Medycznym Howarda Hughesa, zasiada w zarządzie firmy Pfizer. Odkryła, że mutacja zmniejszająca enzymu PCSK9 obniża poziom lipoprotein o niskiej gęstości, co zmniejszało prawdopodobieństwo występowania chorób serca. Odkrycie to doprowadziło do stworzenia nowej serii leków naśladujących działanie mutacji.